# Нинбург (Саксония-Анхалт)
Вижте пояснителната страница за други значения на Нинбург.
Нинбург на Зале (на немски: Nienburg (Saale)) е град с 6707 жители (на 31 декември 2012) в Саксония-Анхалт, Германия.
Намира се при сливането на река Боде в река Зале.
Между 930 и 950 г. в Анхалт се основава „Новия замък“ („Neue Burg“ = Nienburg) на територията на по-късния бенедиктински манастир Нинбург.
Между 1148 и 1152 г. в манастир Нинбург е написана прочутата „Хроника на империята“ на Аналиста Саксо.